# Canton de Saint-Fons
Le canton de Saint-Fons est une ancienne division administrative française, située dans le département du Rhône en région Rhône-Alpes.

## Communes du canton
- Corbas
- Feyzin
- Saint-Fons
- Solaize

## Historique
Le canton est constitué par le décret n°85-75 du 22 janvier 1985 en détachant les communes qui le composent du canton de Saint-Symphorien-d'Ozon.
Le 1er janvier 2015, le canton disparaît avec la naissance de la métropole de Lyon.

## Représentation
| Période | Période | Identité           | Étiquette | Qualité                                                         |
| ------- | ------- | ------------------ | --------- | --------------------------------------------------------------- |
| 1985    | 1992    | Franck Sérusclat   | PS        | Pharmacien Maire de Saint-Fons (1967-1995) Sénateur (1977-1999) |
| 1992    | 2014    | Jacqueline Vottero | PS        | Pharmacienne Adjointe au maire de Saint-Fons                    |

## Évolution démographique
| 1990   | 1999   | 2006   | 2011   | 2012   |
| ------ | ------ | ------ | ------ | ------ |
| 34 364 | 35 655 | 38 133 | 39 785 | 40 787 |